# Stade municipal de Témara
 (avril 2025).
Le stade municipal de Témara (en arabe : الملعب البلدي لتمارة) est un stade de football situé dans la ville de Témara au Maroc.
C'est l'enceinte du Widad Sportive Témara et de l'Union sportive Témara.